# 蘇毓芳
蘇毓芳（？—？），字秀亭，奉天义县人（今辽宁省），中华民国初年官员。

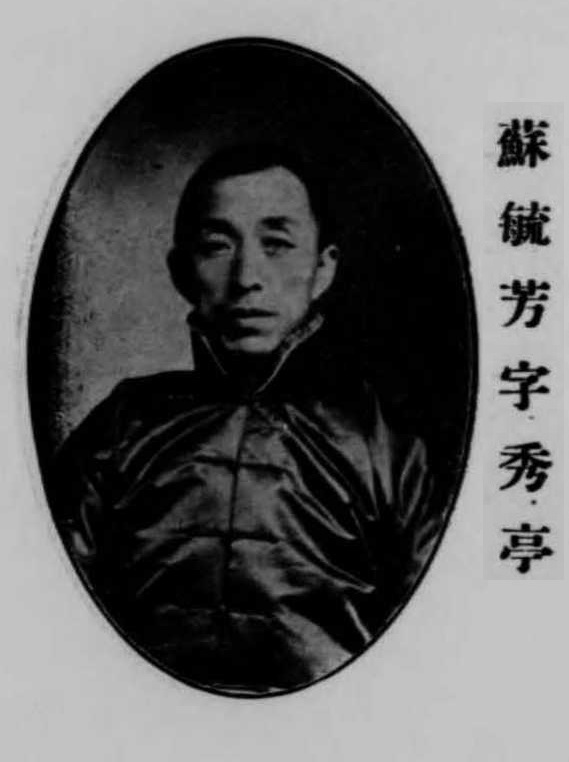

## 生平
蘇毓芳所在的苏氏家族原籍直隶省宁河县，清朝乾隆中叶迁居义州的城北头沟及城内等处。
中华民国年间，1920年9月4日，苏毓芳出任山海关监督。 他还曾任中华民国第一届国会参议员、中华民国第二届国会参议员。